# استقطاب (لاقط الإشارات الهوائي)

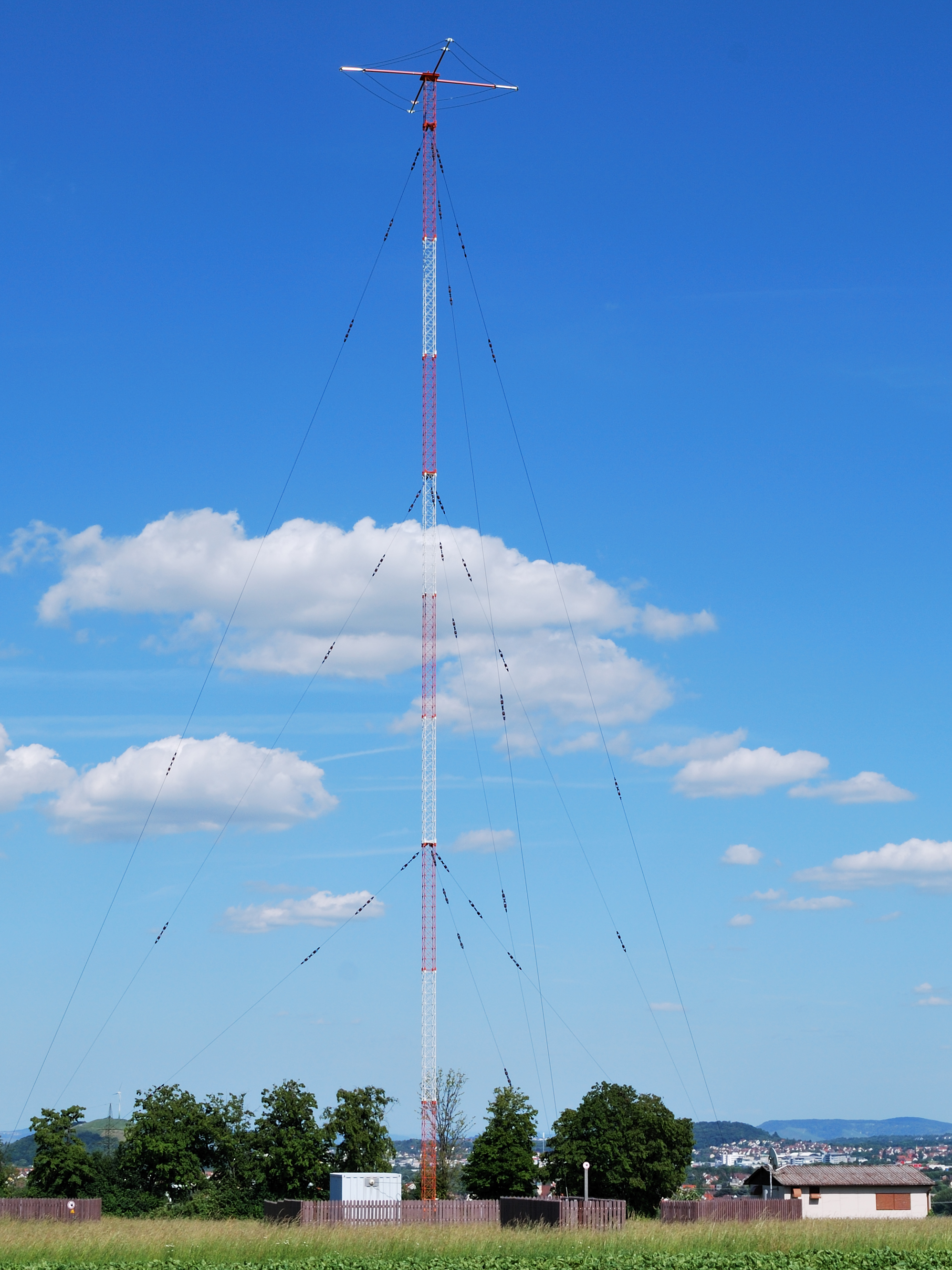
عمود إرسال موجات كهرومغناطيسية متوسطة التردد ، يستخدم لإرسال موجات رأسية الاستقطاب.

الاستقطاب في الاتصالات اللاسلكية يشير إلى اتجاه الحقل الكهربائي من الموجة الكهرومغناطيسية التي تتكون من الحقلين (متجهين أو جزئين)، الكهربائي والمغناطيسي ووهما متعامدين مع بعضهما البعض ؛ أي تحدهما زاوية مقدارها °90.
الاستفطاب لهوائي إرسال هو أن يرسل أحد مجالي الموجة الكهرومغناطيسية. ونظرا لكون موجة كهرومغناطيسية تتكون من مجالين، أحدهما كهربائي والآخر مغناطيسي، وهما متعامدين مع بعضهما البعض عموديا على اتجاه الشعاع (الموجة) ، فإن الهوائي يسمح بإرسال أحدهما ويفصل عنه المجال الآخر. بهذا تكون إشارة الإرسال «مستقطبة». بالمثل بالنسبة إلى حهاز الاستقبال ؛ لكي يستقبل الإشارة لا بد وأن يكون إتجاهه أيضا مستقطبا.
يتم التفريق بين نوعي الاستقطاب: الخطي والدائري لمستقبل الإشارات (اللاقط الهوائي Antenna).
حسب نوع اللاقط المستخدم يمكن أن يكون الاستقطاب باتجاه باعث الإشارة أو عموديا عليه.

## الاستقطاب الخطي

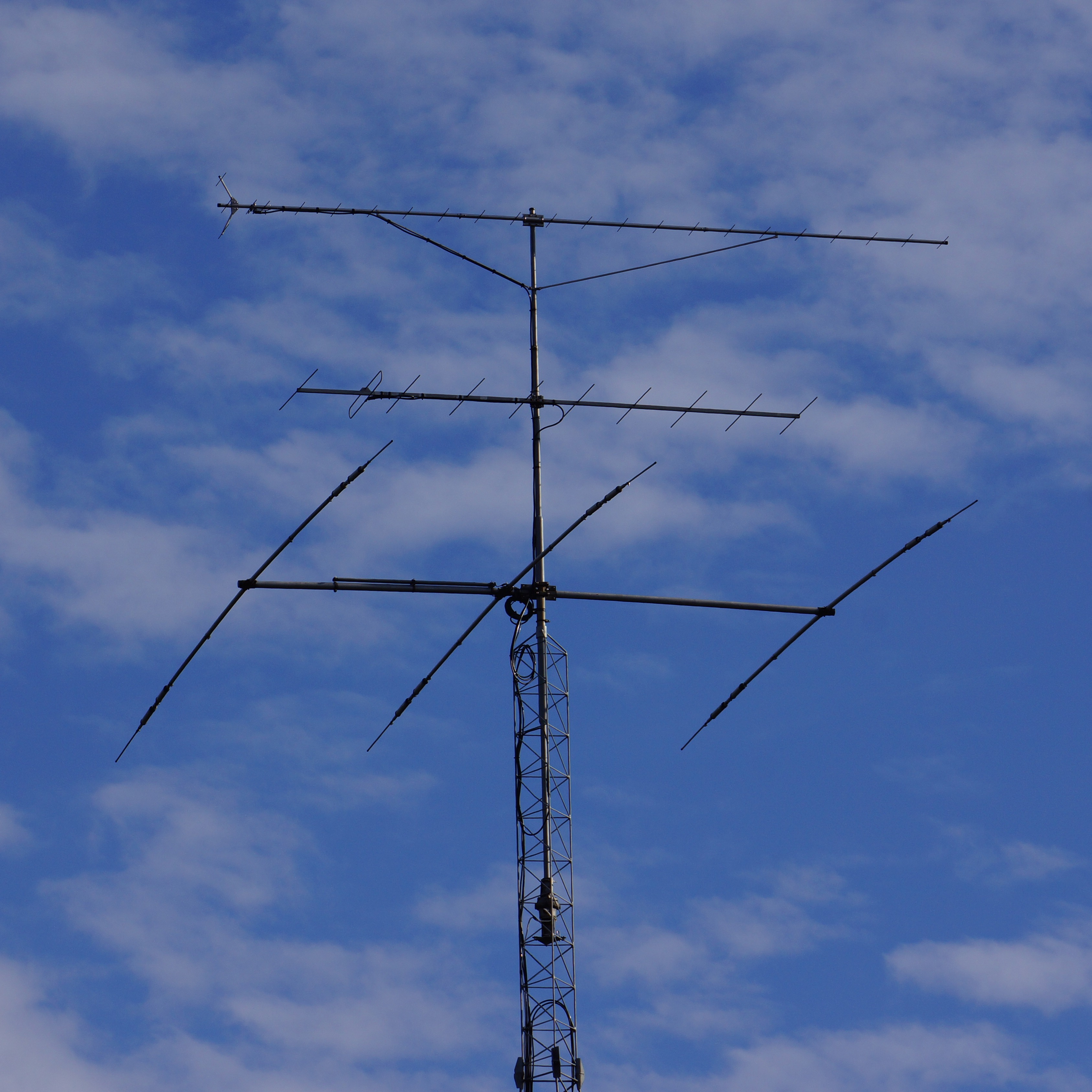
استقطاب أفقي

في هاذه الحالة فان اتجاه والقيمة المطلقة للإشارة الكهرومغناطيسية يكونا ثابتين ما لم تحدث استثنائات تغير هاذين الثابتين في الحالة الطبيعية.
بشكل عام يحدث الاختلال في بعض حالات انعكاس أو اختراق الإشارة لبعض المعادن أو عند اختراق الغلاف الأيوني (للاشارت القادمة من الأقمار الصناعية أو الصاعدة إليها). و من الأمثلة الأخرى على هذه الحالات أيضا ال (Circulator) الذي تدخله الإشارة وتخرج منه بشكل دائري. مثال آخر يشكله ما يعرف بظاهرة فاراداي في علم الاستقطاب.
هناك نوعين رئيسيين للاستقطاب الخطي لمرسل الاشارات الهوائية (إذاعة راديو):
الاستقطاب الخطي العمودي : اتجاه الحقل الكهربائي يكون رأسيا بالنسبة لسطح الأرض.
الاستقطاب الخطي الأفقي :اتجاه الحقل الكهربائي يكون أفقيا بالنسبة لسطح الأرض.

## الاستقطاب الدائري
في هذه الحالة يدور متجه الحقل الكهربائي (يميناٌ أو يساراٌ بمعنى مع أو عكس دوران عقارب الساعة) بشكل عمودي لاتجاه الاٍرسال.

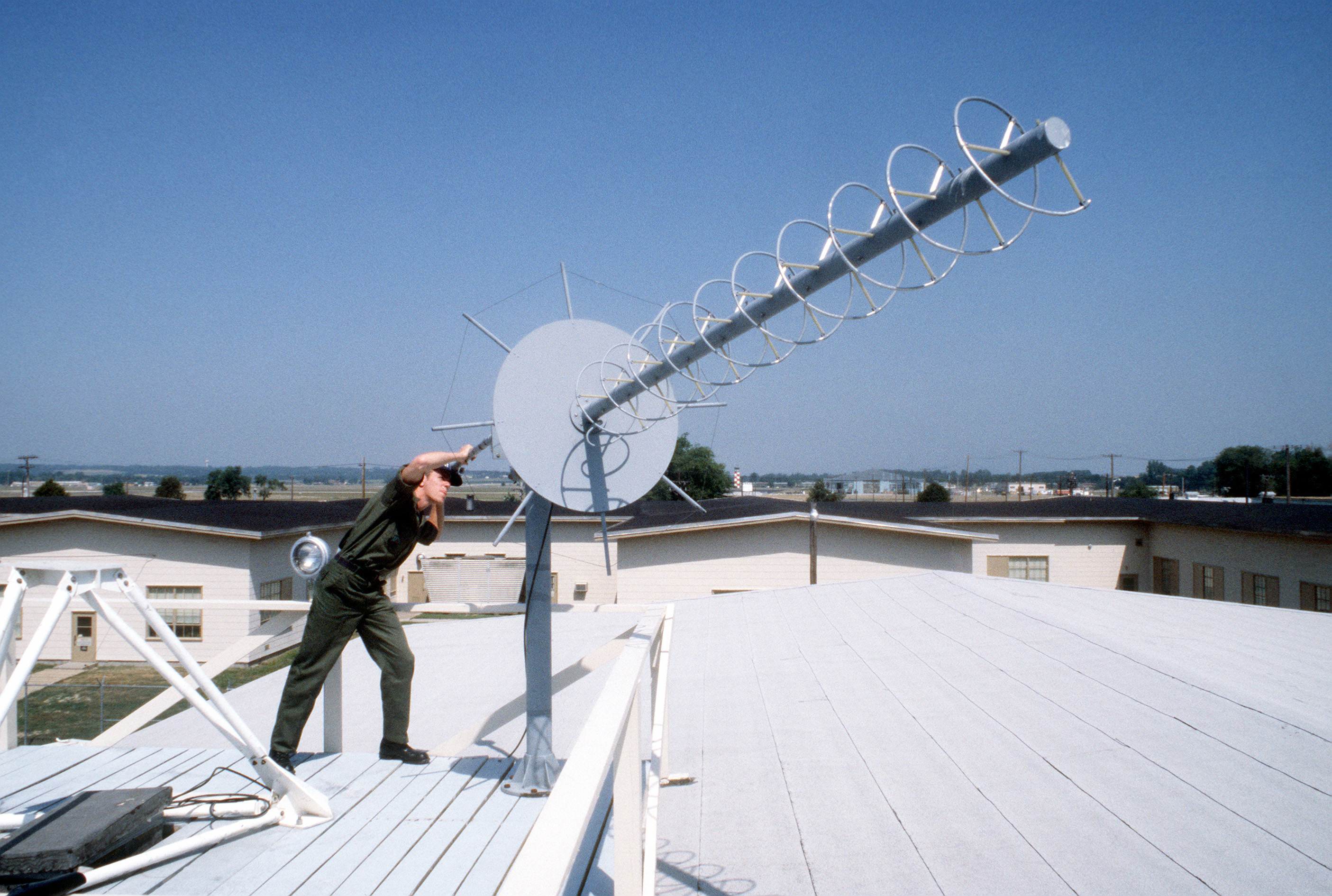
هوائي لإرسال إشارات مستقطبة دائريا.

الاستقطاب الدائري ممكن أن ينتج مثلا في حالة استعمال هوائيي إرسال اثنين مستقطبين خطيا بزاوية °90 بينهما، بشرط ان تكون لهما نفس القيمة (الطول والكمية). أما إذا كانت الزاوية °90 و طول الاستقطابين الخطيين غير متساوي، فلا ينتج في هذه الحالة الاستقطاب الدائري وانما اهليجي (استقطاب القطع الناقص).

إنتاج موجة كهرومغناطيسية دوّارة عن طريق خلط موجتين (أزرق و أحمر) مستقطبتين خطيا، بينهما إنزياح طوري مقداره 90°.